# Častolovice
Častolovice település Csehországban, Rychnov nad Kněžnou-i járásban. Častolovice Synkov-Slemeno, Olešnice, Hřibiny-Ledská, Libel, Čestice és Kostelec nad Orlicí településekkel határos. Lakosainak száma 1725 fő (2024. január 1.).

## Népesség
A település lakosságának változását az alábbi diagram mutatja:
| Lakosok száma | 1049 | 1240 | 1393 | 1275 | 1415 | 1618 | 1699 | 1685 | 1707 | 1725 |
|               | 1869 | 1890 | 1921 | 1950 | 1980 | 2001 | 2017 | 2019 | 2022 | 2024 |